# 傑克·埃普斯登
傑克·埃普斯登（英語：Jake Epstein，1987年1月16日—）是一位加拿大演員和歌手。他出生在安大略省多倫多。傑克在保守的猶太家庭長大。母親是作家。父親是律師。傑克還有一位姐姐Gabi，是一位演員及爵士樂歌手。

## 外部連結
- 官方网站
- 傑克·埃普斯登在互联网电影资料库（IMDb）上的資料（英文）
- 傑克·埃普斯登的Discogs页面 （英文）